# Ставчани (Чернівецький район)
Ставча́ни — село в Україні, у Чернівецькому районі Чернівецької області. Центр Ставчанської сільської громади. 

## Географія
Відстань до обласного центру 32 км. Розташоване біля двох ставків, із яких витікає струмок Совиця. У ставках розводять рибу і ведуть досить значну торгівлю нею.

## Історія
Перша письмова згадка про село Ставчани датується 1475 роком. Цей населений пункт міг отримати ім'я від слова став — ставок.
Наприкінці XVIII століття громада Ставчан користувалася печаткою з оригінальним гербом - зображенням дерева, з якого об'їдає листя коза; довкола - напис "Pagus Stawczan".

## Населення

### Мова
Розподіл населення за рідною мовою за даними перепису 2001 року:
| Мова            | Кількість | Відсоток |
| --------------- | --------- | -------- |
| українська      | 2153      | 99.31%   |
| російська       | 11        | 0.50%    |
| румунська       | 2         | 0.09%    |
| білоруська      | 1         | 0.05%    |
| інші/не вказали | 1         | 0.05%    |
| Усього          | 2168      | 100%     |

Національний склад населення за даними перепису 1930 року у Румунії:
| Національність | Кількість осіб | Відсоток |
| -------------- | -------------- | -------- |
| українці       | 2116           | 88,35 %  |
| євреї          | 192            | 8,02 %   |
| поляки         | 36             | 1,50 %   |
| румуни         | 29             | 1,21 %   |
| німці          | 20             | 0,84 %   |
| росіяни        | 1              | 0,04 %   |
| турки          | 1              | 0,04 %   |

Мовний склад населення за даними перепису 1930 року:
| Мова       | Кількість осіб | Відсоток |
| ---------- | -------------- | -------- |
| українська | 2132           | 89,02 %  |
| їдиш       | 190            | 7,93 %   |
| польська   | 35             | 1,46 %   |
| німецька   | 22             | 0,92 %   |
| румунська  | 14             | 0,58 %   |
| російська  | 1              | 0,04 %   |
| турецька   | 1              | 0,04 %   |

Населення становить 2118 мешканців. Основний етнічний склад населення — українці.

## Економіка
Мешканці села займаються землеробством і тваринництвом, підприємницькою діяльністю.

## Культура
В селі діє дві церкви: Свято-Михайлівська ПЦУ, і Свято-Михайлівська УПЦ. 
В селі є такі заклади: пошта, медичний заклад, навчальний заклад, клуб, бібліотека, краєзнавчий музей.
Покриття мобільним телефонним зв'язком компаній МТС, Київстар, Life, Beeline.

## Відомі уродженці
- Ахтемійчук Юрій Танасійович (1958) — завідувач кафедри Буковинської державної медичної академії.
- Клевчук Іван Іванович (1956) — доцент кафедри математичного моделювання Чернівецького національного університету.

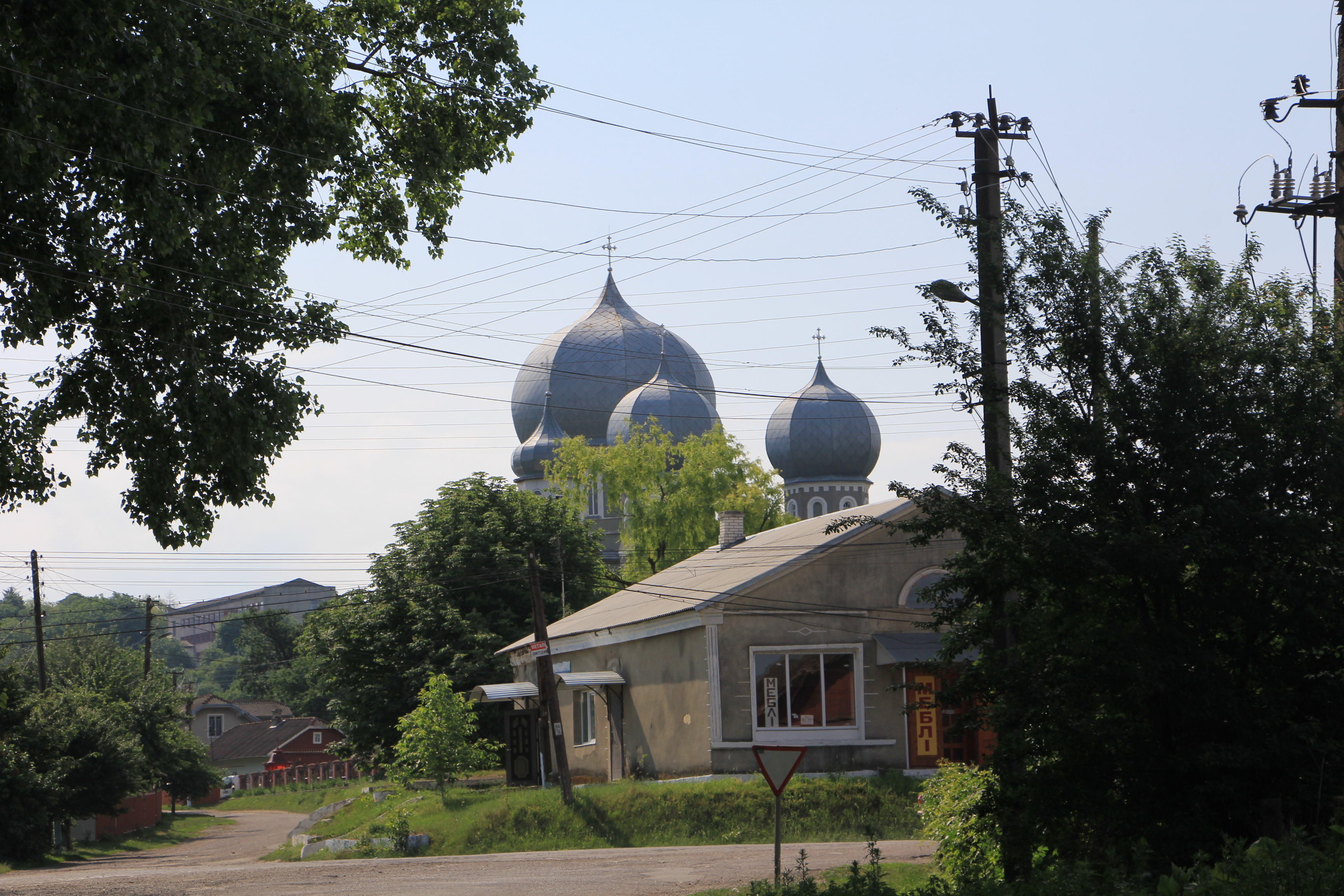
Новий храм в с. Ставчани Кіцманського району
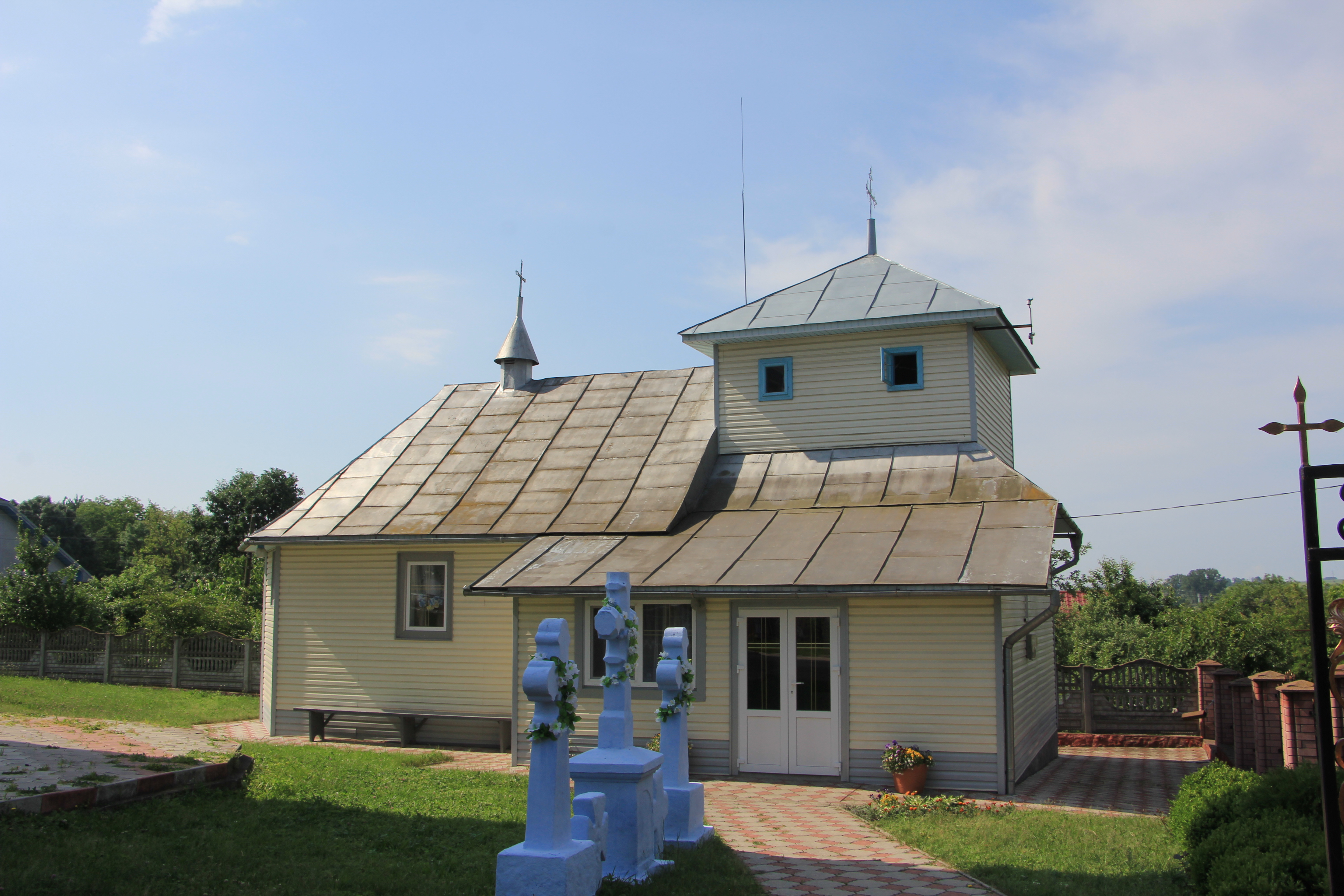
Дерев'яна церква Св. Архангела Михаїла с. Ставчани